# 17759 Хатта
17759 Хатта (17759 Hatta) — астероїд головного поясу, відкритий 17 лютого 1998 року.
Тіссеранів параметр щодо Юпітера — 3,365.